# Maria Skłodowska-Curie
Marie Curie ((polj.) Maria Salomea Skłodowska-Curie, Varšava, 7. studenoga 1867. – Passy, 4. srpnja 1934.), francuska kemičarka i fizičarka poljskog podrijetla. Rođena je u Poljskoj gdje je provela rane godine, no 1891., s 24 godine odlazi studirati u Pariz. Na Sveučilištu u Parizu (Sorbonne) diplomirala (1893.), doktorirala (1903.) i radila kao prva profesorica od 1906. Iz velike mase uranijevog smolinca kemijskim putem izolirala je vrlo malenu količinu novoga kemijskog elementa radija, koji je milijun puta radioaktivniji od uranija (1898.). Otkrila je i istraživala radioaktivnost. Drugi radioaktivni kemijski element koji je otkrila u čast njezinoj domovini nazvan je polonij. Dobila je Nobelovu nagradu za fiziku sa suprugom P. Curiejem i A. H. Becquerelom 1903., a 1911. Nobelovu nagradu za kemiju. Bila je prva članica pariške Académie de médicine od 1922., prva ravnateljica Radijskog instituta u Parizu. Njezina mlađa kći Eva napisala je majčinu biografiju, a starija kći Irène Joliot-Curie dobila je Nobelovu nagradu za kemiju 1934. U čast bračnomu paru Curie nazvana je mjerna jedinica aktivnosti radioaktivnog izvora kiri, kemijski element kirij, radioaktivni mineral kirit, po Curie-Skłodowskoj nazvan je planetoid (7000 Curie) i radioaktivni mineral sklodovskit.

## Životopis
Maria Skłodowska je rođena u Varšavi u Poljskoj, koja je tada bila dio Ruskog Carstva. Njene prve godine života bile su ispunjene tugom, obilježene najprije smrću sestre i četiri godine kasnije smrću majke. Isticala se svojom marljivošću i radnim navikama, odbijala je čak i hranu i san da bi učila. Nakon što je završila srednju školu, doživjela je živčani slom. Zbog njenog spola i ruske odmazde Poljskoj, zbog Siječanjske bune, nije se mogla upisati na sveučilište i zato je morala nekoliko godina raditi kao guvernanta. Naposljetku, uz novčanu pomoć starije sestre, preselila se u Pariz te je počela studirati kemiju i fiziku na Sorboni, gdje je kasnije postala prva žena - predavač.
Na Sorboni je upoznala i udala se za Pierrea Curiea, koji je tu također predavao. Zajedno su proučavali radioaktivne materijale, posebice uranij i uranijev smolinac, koji je bio radioaktivniji nego uran izlučen iz njega. Godine 1898. donijeli su logičan zaključak da uranov smolinac sadrži neku nepoznatu komponentu, radioaktivniju od urana. Dana 26. prosinca 1898. Marie Curie je objavila postojanje nove tvari.
Nakon nekoliko godina neprekidnog rada i pročišćavanja nekoliko tona uranovog smolinca uspjeli su, naposljetku, izolirati dva nova kemijska elementa. Prvog su nazvali polonij po Poljskoj, a drugog radij zbog njegovog jakog intenziteta radioaktivnosti.
Marie Currie, Pierre Curie i Henri Becquerel podijelili su Nobelovu nagradu za fiziku 1903. godine. Obrazloženje Švedske akademije znanosti bilo je:
"Kao priznanje za izuzetne zasluge koje su iskazali zajedničkim istraživanjem fenomena radioaktivnog zračenja, kojeg je otkrio profesor Henri Becquerel."
Marie Curie je bila prva žena koja je osvojila Nobelovu nagradu.
Osam godina kasnije, 1911. godine, dobila je Nobelovu nagradu za kemiju:
"Kao priznanje za njene zasluge za unaprijeđenje kemije otkrivanjem elemenata radija i polonija, izolacijom radija i proučavanjem osobina i spojeva tog osobitog elementa."
Marie je napravila neobičan potez, naime, nije patentirala proces izolacije radija i tako su ga znanstvena društva mogla neometano istraživati.
Bila je prva osoba koja je osvojila, ili podijelila, dvije Nobelove nagrade. Jedna je od dvije osobe koja je dobila Nobelovu nagradu u dva različita područja (drugi je Linus Pauling) i jedina žena koja je dobila dvije Nobelove nagrade.
Nakon muževljeve smrti navodno je imala aferu s fizičarom Paulom Langevinom, oženjenim čovjekom koji je ostavio svoju ženu, što je rezultiralo novinskim skandalom koji su izmislili i potaknuli Marieni akademski protivnici kako bi okaljali njen ugled. Unatoč njenoj slavi cijenjene znanstvenice koja je radila za Francusku, stav javnosti naginjao je ksenofobiji – ona je bila strankinja iz nepoznatog područja (Poljska se još uvijek promatrala kao zemljopisno područje pod vlašću ruskog cara), koje je bilo poznato po znatnoj židovskoj populaciji (Marie je bila ateist, odgajana kao katolik, no to, izgleda, nije bilo važno). Francuska je u to vrijeme još uvijek osjećala posljedice afere Dreyfus, tako da je efekt skandala na javnost bio još uočljiviji. Kao čudna podudarnost pojavljuje se činjenica da je unuk Paula Langevina oženio unuku Marie Curie.
Tijekom Prvog svjetskog rata zagovarala je upotrebu mobilne radiografije u liječenju ranjenih vojnika. Odmah nakon početka rata unovčila je svoju i muževu zlatnu medalju Nobelove nagrade za ratne napore. Godine 1921. putovala je SAD-om gdje je bila trijumfalno dočekana. Tu je željela prikupiti sredstva za istraživanje radija. U svojim kasnijim godinama bila je razočarana velikim brojem liječnika i proizvođača kozmetike koji su koristili radioaktivne materijale bez opreza.
Marie Curie je umrla 1934. godine u lječilištu Sallanches pored Passyja. Uzrok smrti bila je leukemija, najvjerojatnije uzrokovana prevelikim izlaganjem radijaciji tijekom višegodišnjeg istraživanja.
Godinu dana nakon smrti Marie Curie, njena starija kćer, Irene Joliot-Curie i njen suprug Frédéric Joliot, dobili su Nobelovu nagradu za kemiju.
Pepeo Marie Curie i njezinog supruga je 1995. godine premješten u pariški Panteon.
Kiri (simbol: Ci) je mjerna jedinica za radioaktivnost, a nije SI mjerna jedinica. Određuje se kao:
1 Ci = 3,7 × 1010 raspada atomske jezgre u sekundi
To je otprilike radioaktivnost 1 grama izotopa radija-226, kemijskog elementa koji su otkrili izumitelji radiologije Maria Skłodowska-Curie i Pierre Curie, pa je njima u čast dodijeljen taj naziv. Kiri se dosta često koristi u praksi, jer SI izvedena mjerna jedinica 1 bekerel, ima prilično malu vrijednost, a predstavlja jedan raspad atomske jezgre u sekundi. Vrijedi:
1 Ci = 3,7 × 1010 Bq = 37 GBq

## Doprinosi
Iz velike mase uranijevog smolinca kemijskim putem Marie Curie izolirala je vrlo malenu količinu novoga kemijskog elementa radija, koji je milijun puta radioaktivniji od uranija (1898.). Otkrila je i istraživala radioaktivnost. Drugi radioaktivni kemijski element koji je otkrila u čast njezinoj domovini nazvan je polonij.

### Radioaktivnost
Radioaktivnost je spontano emitiranje alfa-čestica i beta-čestica iz tvari, često praćeno i emisijom gama-elektromagnetskih valova, pri čem se mijenjaju svojstva tvari, to jest kemijski elementi prelaze iz jednih u druge te se oslobađa energija u obliku kinetičke energije emitiranih čestica ili energije elektromagnetskih valova. Prirodnu radioaktivnost otkrio je Antoine Henri Becquerel 1896. uočivši da uranijeve soli emitiraju nevidljivo zračenje koje djeluje na fotografsku ploču kroz zaštitni papir te da pod utjecajem toga zračenja elektroskop gubi električni naboj. Maria Skłodowska-Curie otkrila je 1898. takvo zračenje kod torijevih spojeva, te da se na zračenje ne može utjecati električnom strujom, zagrijavanjem, kemijskim reakcijama i slično, da se radioaktivni kemijski elementi pretvaraju jedni u druge i da vjerojatnost raspada ne ovisi o starosti pojedinog atoma. Ernest Rutherford otkrio je 1899. da se zračenje radija može podijeliti u dvije komponente, koje se različito apsorbiraju u tvarima. Slabo prodornu komponentu, koja je jako ionizirala zrak, nazvao je alfa-zrakama, prodorniju komponentu beta-zrakama. Francuski fizičar Paul Villard već je 1900. otkrio još prodorniju komponentu, gama-zrake. Ernest Rutherford i Frederick Soddy (1902.) na temelju analize gibanja zrakâ u magnetskome polju objasnili su prirodu radioaktivnosti. Wolfgang Pauli postavio je 1930. hipotezu o postojanju neutrina, tadašnjim detektorima neuhvatljive čestice koja odnosi dio energije u beta raspadu. Enrico Fermi postavio je 1933. prvu strogu teoriju beta raspada koja pretpostavlja da prijelaz neutrona u proton ili obratno uzrokuje slabo nuklearno međudjelovanje, a pritom dolazi do simultane emisije, odnosno apsorpcije elektrona i neutrina. Irène Joliot-Curie i Frédéric Joliot-Curie prvi su 1934. umjetno izazvali radioaktivnost i proizveli umjetni radioizotop stabilnog elementa.

### Radij
Radij je prirodni radioaktivni kemijski element. Poznata su 4 radijeva prirodna radioizotopa s masenim brojevima 223, 224, 226, 228 (najstabilniji je 226Ra, s vremenom poluraspada 1 600 godina). Radij je jedan od najrjeđih elemenata u prirodi, gdje ga na 1000 tona eruptivnoga stijenja ima u prosjeku samo 2 do 3 mg. Sav radij koji danas postoji u prirodi potječe od radioaktivnoga raspada težih elemenata, uranija, torija i aktinija. Pri radioaktivnom raspadu radija njegovi se atomi pretvaraju u atome radona, a oni u atome olovnog izotopa 206Pb. Radij su 1898. otkrili Pierre Curie i Maria Skłodowska-Curie u uraninitu na temelju njegove specifične aktivnosti, koju nisu mogli protumačiti samo prisutnom količinom uranija i polonija. Metalni radij u čistom stanju dobili su prvi put M. Curie-Skłodowska i francuski kemičar André Debierne (1910.). Uporaba radija zasniva se na njegovoj radioaktivnosti. Do 1950. mnogo se rabio u antitumorskoj terapiji i za proizvodnju svjetlećih premaza za brojčanike satova i različitih mjernih instrumenata. Služio je također kao izvor zračenja u nuklearnim istraživanjima, u radiografiji metala i kao izvor radona. Kako je kancerogen (najčešće može uzrokovati rak kostiju), u novije je doba u medicini i industriji zamijenjen sigurnijim i jeftinijim izvorima zračenja.

### Polonij
Polonij je radioaktivni kemijski element, srebrnobijeli teški metal, koji se pojavljuje u dvije modifikacije različite gustoće (9,32 g/cm³ i 9,4 g/cm³). Poznati su polonijevi radioizotopi s masenim brojevima između 192 i 218 (najstabilniji je 209Po, s vremenom poluraspada 102 godine), a neki od njih članovi su radioaktivnih raspadnih nizova. Polonij se kao jedan od najrjeđih elemenata u Zemljinoj kori pojavljuje u uranijevim rudama. Godine 1898. otkrila ga je Maria Skłodowska-Curie sa suprugom Pierreom Curieom, u uranijevu smolincu i nazvala ga po svojoj domovini Poljskoj. Polonij služi kao izvor ionizirajućega zračenja i sredstvo za ionizaciju, na primjer za uklanjanje statičkog elektriciteta.

## Vanjske poveznice
- Članak o Marie Curie na nobelprize.org  Arhivirana inačica izvorne stranice od 2. lipnja 2013. (Wayback Machine) (engl.)
- Sveučilište Marije Skłodowske-Curie u Lublinu (polj.) (engl.)
- Bibliografija  Arhivirana inačica izvorne stranice od 5. siječnja 2009. (Wayback Machine) (engl.)